# ریه توموساکا
ریه توموساکا (انگلیسی: Rie Tomosaka؛ زادهٔ ۱۲ اکتبر ۱۹۷۹) یک موسیقی‌دان اهل ژاپن است.